# Arethaea grallator
Arethaea grallator är en insektsart som först beskrevs av Scudder, S.H. 1877.  Arethaea grallator ingår i släktet Arethaea och familjen vårtbitare. Inga underarter finns listade i Catalogue of Life.